# Mosquer fuliginós
El mosquer fuliginós (Cnemotriccus fuscatus) és un ocell de la família dels tirànids (Tyrannidae) i única espècie del gènere Cnemotriccus.

## Hàbitat i distribució
Sotabosc del bosc de ribera i altres formacions boscoses, a les terres baixe des del nord, centre i est de Colòmbia, Veneçuela (localment), Trinitat, incloent les illes Monos i Chacachacare, Tobago i Guaiana, per l'est dels Andes, a través de l'est de l'Equador, nord-est del Perú, Bolívia, Brasil (localment), i Paraguai fins al nord de l'Argentina.